# 대한민국의 식생
대한민국의 식생에서는 대한민국의 식물 분포에 대해서 서술한다.
대한민국은 남쪽의 제주도로부터 북쪽의 백두산에 이르기까지 북위 32°에서 43°에 걸쳐 위치하고 있는 반도이다. 따라서, 남북의 위도차가 대한민국의 식생을 지배하고 있다. 그러나 이 밖에 태백산맥을 중심으로 한 겨울에 눈이 많이 내리는 영동 지방과 건조한 서해 지방의 기후 차이도 식물의 분포에 큰 영향을 미친다.
대한민국 대부분의 지역은 삼림이 극상을 이룰 수 있는 조건을 갖추고 있지만, 지역에 따라서는 각기 다른 삼림을 나타낸다. 그러나 일반적으로 북한의 비교적 낮은 구릉 지대와 저지, 그리고 남한에 분포되어 있는 자연림에서는 주로 신갈나무·떡갈나무·참나무 등을 주종으로 하는 낙엽활엽수림이 우세하다. 하지만, 요즈음은 자연림을 보기가 어렵게 되어, 큰 사찰 주변의 사찰림에서나 그 모습을 찾아볼 수 있을 따름이다.
한편, 대한민국에서는 남쪽으로 갈수록 식생의 구성이 점점 변하여 온난계 수종이 섞이게 된다. 예를 들면, 느티나무·팽나무·서나무·혹송·참대 같은 것이 나타나고, 대신 온대성 식물은 점차 줄어드는 현상을 보인다. 그리하여, 남쪽 끝에 있는 자연림에는 동백나무·북가시나무·사철나무 등의 상록 활엽수를 포함하는 난대림이 이루어져 있다.
산지가 대부분인 대한민국은 식생이 수직 분포를 나타내는데, 특히 북한의 산악 지대와 남한의 한라산에서는 더욱 뚜렷한 분포를 나타낸다.  수직 분포를 살펴보면, 신갈나무, 떡갈나무가 주종을 이루는 낙엽 활엽수림은 고도가 높아질수록 침엽 혼합림으로 바뀌며, 더욱 높아지면 분비나무·가문비나무 등의 침엽수림으로 바뀌고, 그 이상이 되면 아고산성 관목과 초본 군락으로 교체된다.
대한민국의 산림청이 2012년 전국 자연환경을 조사하여 발표한 식생도 분석 결과에 따르면 한국의 숲은 국토 면적의 42%이며, 활엽수림이 숲의 37%, 침엽수림이 33%, 혼합림이 29%를 차지하고 있다. 소나무 군락이 26.6%로 가장 넓은 면적을 차지하고 있으며, 그 다음으로 신갈나무 군락(18.9%), 소나무-굴참나무 군락(6.3%), 굴참나무 군락 (5.7%), 곰솔 군락(5.4%), 소나무-신갈나무 군락(5.2%) 순으로 나타난다.

## 낙엽 활엽수림
북한에서 시작하여 남한의 대부분은 냉온대의 낙엽 활엽수림(하록수림)대에 속하는데, 이러한 낙엽 활엽수림은 세계적으로 북방 침엽수림과 스텝의 중간에 나타난다. 이와 같이, 낙엽수림이 넓은 지역에 걸쳐 나타나게 된 것은, 후빙기에 침엽수림과 경쟁하면서 유럽·동아시아·미국 동북부 등의 광대한 지역을 차지하게 되면서부터이다.
낙엽수림은 잎이 떨어지는 시기가 있는데, 잎이 달리는 기간은 보통 5-8개월이다. 잎은 비교적 얇고 부드러우며 앞뒤가 뚜렷하고 잎이 달릴 때는 엷은 녹색을 나타낸다. 그러나 참죽나무나 적단풍과 같이 잎이 달릴 때부터 붉은색을 띠는 것들도 있다. 보통, 이들의 잎은 짙은 녹색으로 자라며, 계절과 더불어 노랗게 또는 붉게 단풍이 든 뒤 떨어지게 된다.
낙엽이 지는 것은 마치 씨가 휴면하는 것과 비슷하다. 낙엽이 지는 이유는 땅 속의 온도가 내려가서 물을 빨아들일 수 없게 되었기 때문인데, 추운 겨울에는 낙엽이 지는 동시에 나무의 낡은 부분은 코르크질로 덮이고 어린 부분인 싹은 비늘잎으로 덮여서 추위와 수분의 증발을 막아주므로 나무는 휴면을 취하게 된다. 따라서, 낙엽 활엽수들은 어느 계절이나 자랄 수 있는 열대 다우림의 나무와 달리 그리 크게 자라지 못한다. 낙엽 활엽수의 대부분은 풍매화이며, 잎이 달릴 때 또는 그보다 앞서 꽃이 핀다. 한편, 잎과 마찬가지로 꽃도 비늘잎으로 보호되어, 겨울 동안에 서서히 성장하게 된다.
낙엽 활엽수를 대표하는 나무는 너도밤나무이다. 대한민국에서는 울릉도를 제외하고는 너도밤나무가 자라지 못하는데, 그 이유는 여름의 고온과 낮은 토양 온도 때문이라고 여겨진다. 그 대신 참나무·신갈나무·밤나무 등의 낙엽 활엽수림과 소나무 숲으로 대치되어 있다.

## 상록 활엽수림
북위 35°남쪽의 한반도 남해안과 제주도를 포함한 여러 섬들은 난온대에 속한다. 이 지대를 대표하는 것이 상록 활엽수림으로서, 북가시나무·녹나무·후박나무·동백나무·구실잣밤나무·사철나무 등의 상록 활엽수로 이루어져 있다. 특히 이들은 조엽수라고도 하는데, 이것은 동백나무의 잎처럼 잎이 두껍고 그리 크지 않으며, 표면에 큐티클층이 잘 발달하여 윤이 나기 때문에 붙여진 이름이다. 이들의 겨울싹은 비늘잎이나 털 또는 밀랍으로 보호되어 있어서 겨울의 강한 추위를 막아준다.
이와 같이, 조엽수는 같은 상록 활엽수이지만, 아열대나 열대의 다우림을 형성하는 나무들과는 그 잎이나 눈의 특징에 있어서 많은 차이가 있다.

## 침엽수림
북한 북동부는 아한대에 속하므로, 상록 침엽수림이 우세하다. 북반구의 북부에 널리 분포되어 있는 상록 침엽수는 추운 겨울과 짧은 생육 기간에 알맞은 식물이다. 그러므로 겨울에 땅 속의 온도가 내려가서 뿌리가 물을 흡수하지 못하는 상태가 계속되면, 침엽은 식물체의 증산에 의한 물의 손실을 최소한으로 줄일 수 있다. 그러다가, 봄이 되어 기온과 땅 속의 온도가 높아지면 푸른잎을 달고 있기 때문에 곧 광합성 등의 생리적 활동을 시작할 수 있는 것이다.
이에 반하여, 낙엽수는 잎이 피기까지 광합성 활동을 할 수가 없다. 그러나 조건이 좀더 악화되면 상록의 나무는 겨울을 지낼 수가 없다. 그러므로 이러한 조건의 툰드라 주변에는 아주 느리게 자라는 자작나무·포플라·낙엽송 같은 낙엽수만이 분포하고 있다. 대한민국에는 이처럼 조건이 나쁜 지역은 없으므로, 산에 올라가면 낙엽 활엽수림대의 위쪽에는 아고산대의 상록 침엽수림대만이 나타난다. 이 곳은 기후적으로 아한대에 해당하며, 가문비나무·분비나무·구상나무·눈잣나무 등의 상록 침엽수가 주종을 이루고 있다.
대한민국에서는 아고산대가 제주도 한라산에서는 1,500m 이상, 금강산에서는 1,200m 이상, 백두산에서는 900-2,000m에 나타난다. 물론, 위도가 낮아지면 아고산대의 높이는 높아지며, 그 면적도 좁아지게 된다.
한편, 이와 같은 아고산대 외에도, 구릉 지대에서는 전나무가, 산기슭 지대에서는 집빵나무·솔송나무 등의 상록 침엽수가 상당히 많이 자라고 있다. 특히, 가문비나무·분비나무 등의 상록 침엽수는 아고산대의 지표종으로 널리 알려져 있다.
아고산대는 월평균 5°C 이상이며 적산 온도가 15-45°C인 지역으로서, 생육 기간은 6-7개월 정도이다.  이와 같이, 생육 기간이 짧고 겨울이 추운 기후 조건에서는 상록 침엽수가 가장 적당하다. 그러나 이들이 추운 겨울을 지내자면, 얼어붙은 흙속에서 물을 빨아들일 수 없으므로 잎으로부터의 증산을 최소로 줄여야 한다. 그러기 위하여는, 잎이 바늘 모양을 하고 있는 것이 가장 유리하다, 이른 봄에 기온과 땅 속의 온도가 올라가 식물이 활동을 시작할 수 있을 무렵이 되면 상록수는 곧 광합성을 시작할 수 있다. 만일, 낙엽수와 같이 눈이 터서 잎이 핀 다음에 활동을 해야 한다면, 짧은 생육 기간은 더욱 짧아지게 될 것이다. 그러므로, 이와 같이 생육 기간이 짧은 아고산대에서는 상록과 침엽이라는 두 조건이 매우 유리한 역할을 하는 것이다.

## 고산대
고산대의 하한은 삼림 한계선으로, 1년 중 가장 더운 달의 평균 기온이 10°C인 선과 일치한다. 이 선은 북위 42°의 백두산에서는 해발 1,000m 지점에 나타나지만, 남쪽의 한라산에서는 나타나지 않는데, 만일 한라산이 현재보다 훨씬 높다면 해발 2,500m 지점에 나타날 것이다. 실제로, 이러한 고산대의 하한은 산의 크기와 높이, 봉우리가 고립되어 있는가 아닌가에 따라 달라진다. 보통 큰 산의 경우에는 고산대가 훨씬 높은 위치에 있다.
대한민국의 고산대는 흔히 눈잣나무대라고 불리는데, 고산대를 상부와 하부로 나누면 눈잣나무 군락은 하부에 나타나고 상부에는 고산 초원이 나타난다.  이러한 고산 초원에는 좀바늘사초·높산절구대 등의 식물이 우세하며, 월귤나무·들쭉나무·철쭉나무 등의 군락이 발달하는 경우도 있다. 한편, 고산대에서 눈이 많아 늦게까지 녹지 않고 남아 있는 습지에는 키가 작은 여러 꽃들이 군락을 이루고 있다.  고산대는 기후 조건이 매우 좋지 않아서 기온의 일교차가 크며, 눈이 녹을 시기에도 낮에는 녹지만 밤에는 다시 얼어붙곤 하므로, 편평한 곳에서는 다각형토가 발달하며 본래의 식물과 다른 곳에서 이동해 온 식물이 섞여 있다.